# Hjalmar Hammarskjöld
Hjalmar Hammarskjöld (ur. 4 lutego 1862 w Tunie, zm. 12 października 1953 w Sztokholmie) – premier Szwecji (1914-1917).

## Życiorys
W latach 1891–1895 wykładał prawo cywilne na Uniwersytecie w Uppsali, następnie pracował w ministerstwie sprawiedliwości, a 1901-1902 pełnił obowiązki ministra sprawiedliwości Szwecji. W 1902 został prezesem Sądu Najwyższego Göty, a w 1904 członkiem stałego sądu arbitrażowego w Hadze (do 1946), w 1905 pełnił funkcję ministra oświaty i był delegatem na negocjacje w Karlstadt dotyczących rozwiązania unii Szwecji i Norwegii. W latach 1905–1907 był szwedzkim ministrem w Kopenhadze, a 1907-1930 gubernatorem prowincji Uppsala; jednocześnie nadal pełnił funkcje dyplomatyczne, m.in. 1907 był głównym delegatem na haską konferencję pokojową, a 1913 przewodniczącym francusko-włoskiego sądu arbitrażowego. W 1914 został premierem Szwecji, podczas I wojny światowej utrzymywał politykę neutralności Szwecji, jednak w 1917 protesty związane z niedoborami żywności zmusiły go do ustąpienia. Później pracował w Akademii Prawa Międzynarodowego (Académie de Droit International) w Hadze, 1924-1938 był przewodniczącym Instytutu Prawa Międzynarodowego (Institut de Droit International), a 1929-1947 przewodniczącym Fundacji Nobla.